# مارکوس ولف
مارکوس یوهانس ولف (آلمانی: Markus Wolf؛ زاده ۱۹ ژانویهٔ ۱۹۲۳ – درگذشته ۹ نوامبر ۲۰۰۶) سیاستمدار و دولتمرد کمونیست آلمانی بود که به مدت ۳۴ سال نفر دوم وزارت امنیت آلمان شرقی بود.